# Michael Lahnsteiner
Michael Lahnsteiner (* 6. Dezember 1983 in Ebensee) ist ein österreichischer Badmintonspieler. 

## Karriere
Michael Lahnsteiner gewann schon als Junior seinen ersten nationalen Titel in Österreich bei den Erwachsenen. Fünf weitere Titel folgten bis 2001. 2008 siegte er bei den Slovenian International. 2006, 2009, 2010 und 2011 nahm er an den Badminton-Weltmeisterschaften teil.

## Sportliche Erfolge
| Saison | Veranstaltung                                  | Disziplin    | Platz | Name                                     |
| ------ | ---------------------------------------------- | ------------ | ----- | ---------------------------------------- |
| 2001   | Österreich: Einzelmeisterschaften der Junioren | Herrendoppel | 1     | Michael Lahnsteiner / Peter Zauner       |
| 2002   | Österreich: Einzelmeisterschaften der Junioren | Herreneinzel | 1     | Michael Lahnsteiner                      |
| 2003   | Österreich: Einzelmeisterschaften der Junioren | Mixed        | 1     | Michael Lahnsteiner / Ruth Kleinfelder   |
| 2003   | Österreich: Einzelmeisterschaften              | Mixed        | 1     | Michael Lahnsteiner / Verena Fastenbauer |
| 2005   | Österreich: Einzelmeisterschaften der Junioren | Mixed        | 1     | Michael Lahnsteiner / Miriam Gruber      |
| 2005   | Österreich: Einzelmeisterschaften der Junioren | Herrendoppel | 1     | Michael Trojan / Michael Lahnsteiner     |
| 2005   | Österreich: Einzelmeisterschaften              | Mixed        | 1     | Michael Lahnsteiner / Tina Riedl         |
| 2006   | Österreich: Einzelmeisterschaften              | Mixed        | 1     | Michael Lahnsteiner / Tina Riedl         |
| 2007   | Österreich: Einzelmeisterschaften              | Mixed        | 1     | Michael Lahnsteiner / Tina Riedl         |
| 2008   | Slovenian International                        | Herrendoppel | 1     | Michael Lahnsteiner / Peter Zauner       |
| 2010   | Kharkiv International                          | Herreneinzel | 3     | Michael Lahnsteiner                      |
| 2010   | Österreich: Einzelmeisterschaften              | Herreneinzel | 1     | Michael Lahnsteiner                      |
| 2011   | Österreich: Einzelmeisterschaften              | Herreneinzel | 1     | Michael Lahnsteiner                      |